# Tarenna gossweileri
Tarenna gossweileri är en måreväxtart som beskrevs av Spencer Le Marchant Moore. Tarenna gossweileri ingår i släktet Tarenna och familjen måreväxter.

## Underarter
Arten delas in i följande underarter:
- T. g. brevituba
- T. g. gossweileri